# Бойд, Уилл
Уи́льям Джеймс Бойд (англ. William James Boyd) — американский музыкант, известный как бас-гитарист группы Evanescence.

## Биография
Бывший бас-гитарист группы Evanescence. С основателем группы Evanescence Беном Муди знаком с пяти лет. Уилл сопровождал Evanescence с самого начала существования группы, он всегда играл и писал музыку вместе с Беном. Известно, что Уилл писал партии для песен «October» и «So Close», играл на басах во время записи демо-альбома Origin и EP Evanescence. Бас-гитара, гитара и бэк-вокал звучат в исполнении Уильяма Бойда в песне «Solitude» в первом миньоне группы, а в «Away From Me» в альбоме Origin слышна только бас-гитара Бойда. Официально он присоединился к группе в июне 2003 года. Также работал какое-то время с местными панк-рок-группами Литл-Рока, такими как «The Visitors» и «Lucky Father Brown», где играл и ранее. Покинул Evanescence в июне 2006 года незадолго до релиза The Open Door.
В июле Эми Ли оставила сообщение на EvBoard.Com, где объяснила причины ухода Уилла из группы:
Пару недель назад Уилл решил уйти из группы. Он сказал, что просто не сможет на данный момент пережить еще одно длительное турне и вместо этого будет уделять больше времени своей семье. Турне - это тяжело: ты будто вынужден пожертвовать своей жизнью ради этого, так что мы все понимаем Уилла. Мы очень сильно любим его и желаем ему только счастья. Мы вместе занимаемся музыкой с тех пор, как я училась в младшей средней школе. Я уже по нему скучаю! Я люблю вас, ребята, не беспокойтесь о группе: расписание турне не изменится и все заинтересованы туда поехать и снова играть.
Известно, что Уилл является рекордсменом по открыванию пивных бутылок в Литл-Роке. На данный момент он играет в группе Two Spines.